# 过敏
过敏（allergies）又称变应性、变态反应，是机体对某些抗原初次应答致敏后，再次接受相同抗原刺激时，所出现的异常过度特异性免疫应答，其表现以生理功能障碍或组织损伤为主。由于医学历史的演进，目前大部分学者认为过敏等同于I型超敏反应。
过敏性疾病（allergic diseases）又称变应性疾病（allergic disease），是过敏现象造成的明确疾病状态，即免疫系统对环境中的通常无害物质产生超敏反应所引发的多种病症。此类疾病包括过敏性鼻炎、食物过敏、特应性皮炎、过敏性哮喘及过敏性休克。症状可能表现为眼红、搔痒性皮疹、打喷嚏、咳嗽、流涕、呼吸困难或肿胀。需注意食物不耐受与食物中毒属不同病症。
常见过敏原包括花粉及特定食物。 金属等物质亦可能引发过敏。 食物、昆虫螫伤和药物是严重反应的常见诱因。 其发生与遗传和环境因素相关。 病理机制涉及免疫球蛋白E抗体（IgE）与过敏原结合后，再与肥大细胞或嗜碱性粒细胞上的受体结合，触发释放组胺等炎症介质。 诊断通常基于患者病史。 皮肤点刺试验或血液检测在某些情况下有辅助价值。 但阳性结果未必表明对该物质存在显著过敏。
儿童早期接触潜在过敏原可能具有保护作用。 治疗方式包括避免已知过敏原及使用药物如皮质类固醇和抗组胺药。 严重反应时建议注射肾上腺素。 脱敏治疗通过逐步增加过敏原暴露量，对过敏性鼻炎及昆虫叮咬过敏有效。 其在食物过敏中的应用尚不明确。
过敏症极为普遍。 在发达国家，约20%人群患过敏性鼻炎， 食物过敏影响10%成人及8%儿童， 约20%人群曾患特应性皮炎。 各国哮喘患病率约1-18%。 过敏性休克发生率约0.05-2%。 多种过敏性疾病发病率呈上升趋势。 "过敏"（allergy）一词于1906年由克莱门斯·冯·皮尔凯首次提出。

## 超敏反應
超敏反應（hypersensitivity）分為四型：第I型為即發性超敏反應（immediate），它也叫作IgE介导型超敏反应、第II型為抗體依賴型和細胞毒殺超敏反應（antibody-dependent cytotoxic）、第III型為免疫複合體媒介超敏反應（immune complex-mediated ）、第IV型為遲發性超敏反應（delayed-type）。
過敏（allergy）屬於第I型超敏反應；唯一例外是過敏性接觸性皮膚炎，此为历史误认为“变应性”反应，其病理生理学其实更准确地对应于第IV型超敏反应。在IV型超敏反应中，会激活CD8+T细胞，它们会在接触后破坏靶细胞，同时此反应也会激活巨噬细胞，进而产生水解酶。

## 病因
过敏的风险因素可分为两大类：宿主因素与环境因素。宿主因素涵盖遗传、性别、种族及年龄，其中遗传因素占主导地位。然而，近期过敏性疾病发病率的增长无法仅用遗传因素解释。四大关键环境因素包括：

1. 儿童早期感染性疾病暴露模式的改变

2. 环境污染加剧

3. 过敏原暴露水平变化

4. 膳食结构变迁。

### 尘螨过敏
尘螨过敏（又称屋尘过敏）是对屋尘螨排泄物的致敏和过敏反应。此类过敏十分普遍，可能引发哮喘、湿疹或瘙痒等过敏反应。尘螨肠道内含强效消化酶（特别是肽酶1），这些酶持续存在于其粪便中，是诱发喘鸣等过敏反应的主要因素。尘螨外骨骼也可能导致过敏反应。与疥疮螨虫或毛囊螨不同，屋尘螨不会钻入皮肤下层，也非寄生生物。

### 食物过敏
虽然多种食物可能引发过敏反应，但90%的食物过敏反应由牛奶、大豆、鸡蛋、小麦、花生、木本坚果、鱼类及甲壳类引起。 其他食物过敏（影响人口比例低于1/10,000）可被视为"罕见过敏原"。美国最常见的食物过敏是对甲壳类动物过敏。尽管花生过敏因严重性著称，但花生过敏并非成人和儿童中最常见的食物过敏。其他过敏原也可能引发严重或危及生命的反应，尤其当与哮喘并发时风险更高
成人与儿童的过敏发生率存在差异。儿童有时可随年龄增长耐受花生过敏。鸡蛋过敏影响约1-2%的儿童，但其中约三分之二在5岁前产生耐受。致敏通常由蛋清而非蛋黄中的蛋白质引起。
牛奶蛋白过敏（不同于乳糖不耐症）最常见于儿童。约60%的牛奶蛋白反应由免疫球蛋白E介导，其余通常由结肠炎症引起。部分人群不仅对牛奶过敏，也无法耐受山羊奶或绵羊奶及奶酪等乳制品。约10%的牛奶过敏儿童会对牛肉产生反应。常见的牛奶反应——乳糖不耐症并非过敏反应，而是由消化系统缺乏特定酶所致。
木本坚果过敏者可能对一种或多种坚果过敏，包括美洲山核桃、开心果和胡桃。此外，芝麻籽、罂粟籽等种子含有的蛋白质油脂也可能引发过敏反应。
过敏原可通过基因工程在不同食物间转移；然而基因改造也能去除过敏原。目前对未改造作物过敏原浓度的自然变异研究较少。

### 药物过敏
约10%人群自称对青霉素过敏，但其中90%实际并不过敏。严重过敏反应发生率仅约0.03%。

### 昆虫叮咬过敏
昆虫是人类过敏主要来源之一。昆虫可通过叮咬、螫刺、摄入和吸入引发过敏。

## 病理生理学

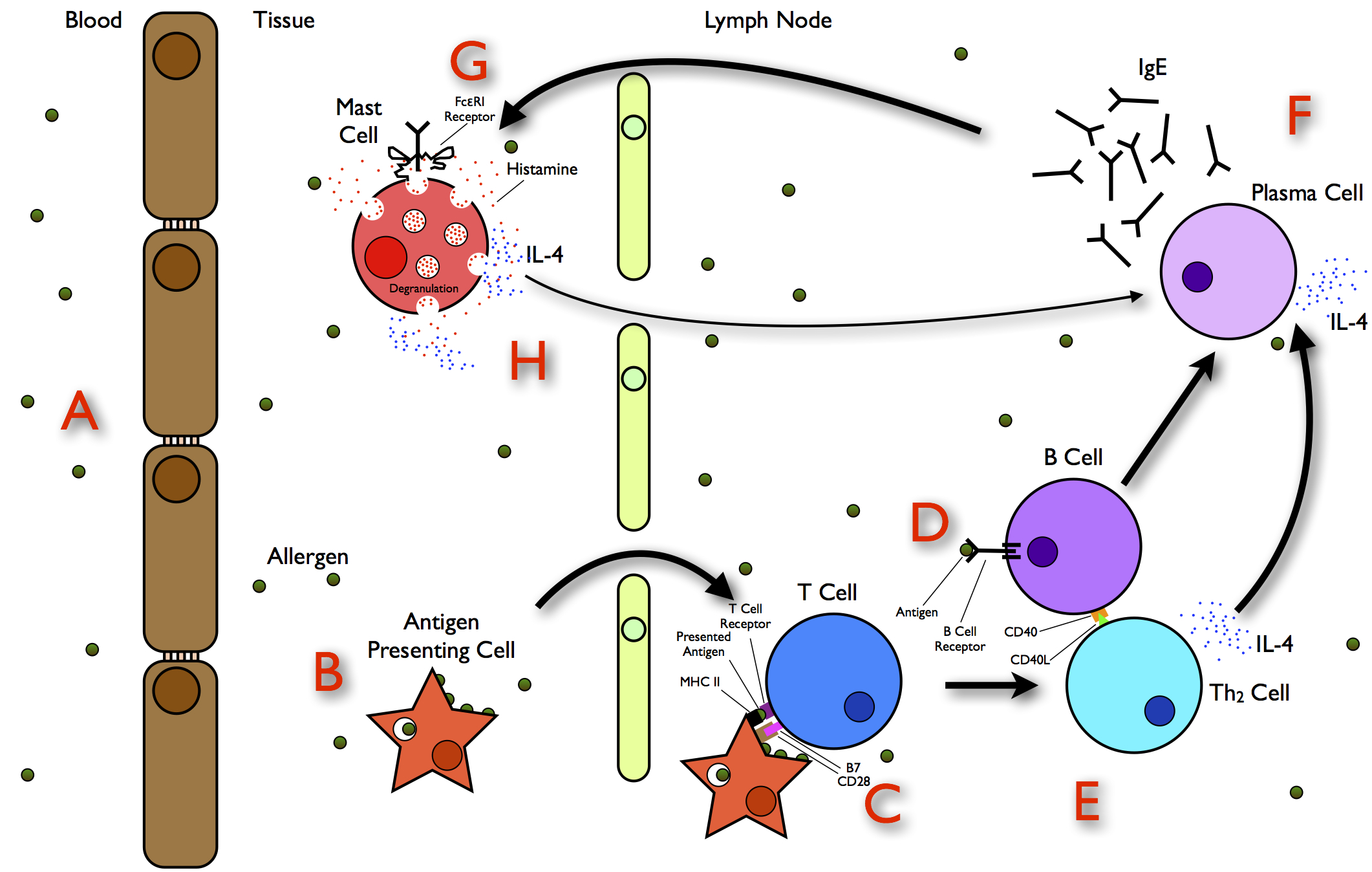
过敏发生机制示意图

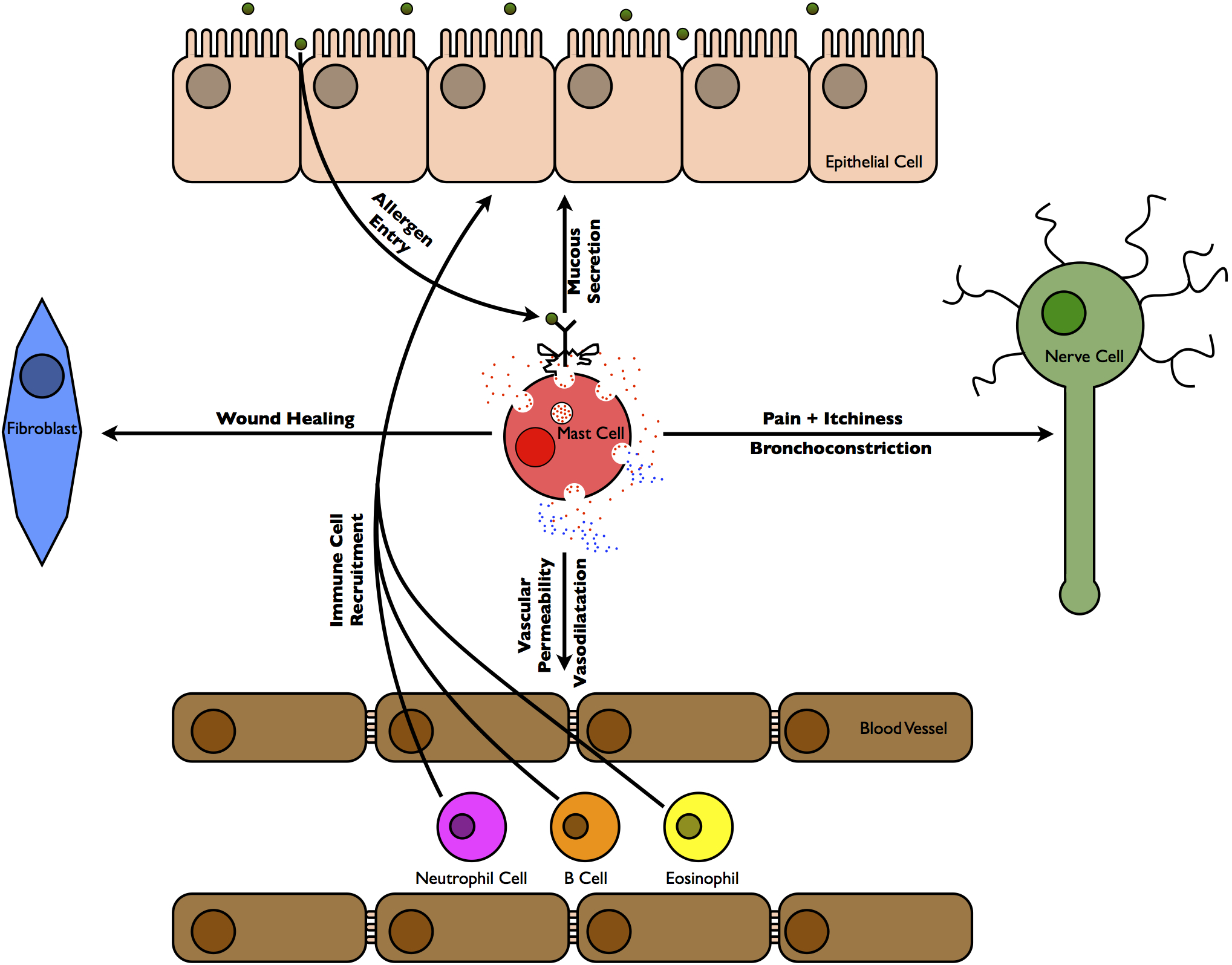
过敏性炎症累及的组织

### 急性反应

过敏脱颗粒过程（二次暴露于过敏原）。1 - 抗原；2 - IgE抗体；3 - FcεRI受体；4 - 预存介质（组胺、蛋白酶、趋化因子、肝素）；5 - 颗粒；6 - 肥大细胞；7 - 新合成介质（前列腺素、白三烯、血栓烷、PAF）

过敏初期阶段，机体首次遭遇由专职抗原呈递细胞呈递的过敏原时，会发生I型超敏反应，导致一类称为TH2淋巴细胞的免疫细胞活化。这类T细胞亚群分泌白细胞介素-4（IL-4）等细胞因子，与负责抗体生成的B细胞相互作用。在IL-4信号协同下，B细胞开始大量产生免疫球蛋白E（IgE）。分泌型IgE进入循环后，与肥大细胞及嗜碱性粒细胞表面的FcεRI受体结合，使这些参与急性炎症反应的细胞处于致敏状态。
当再次接触相同过敏原时，过敏原与细胞表面IgE结合。当多个IgE-受体复合物与同一过敏原分子相互作用时，引发受体交联并激活致敏细胞。活化的肥大细胞和嗜碱性粒细胞经历脱颗粒过程，将组胺及其他炎症介质（细胞因子、白细胞介素、白三烯、前列腺素）从颗粒中释放至周围组织，引起血管舒张、粘液分泌、神经刺激和平滑肌收缩等全身效应。
该过程导致鼻漏、瘙痒、呼吸困难及过敏性休克。根据个体差异、过敏原类型和暴露途径，症状可表现为全身性（典型过敏性休克）或局限于特定系统：如哮喘局限于呼吸系统，湿疹局限于真皮。

### 迟发相反应
急性反应介质消退后，常发生迟发相反应。这是由于中性粒细胞、淋巴细胞、嗜酸性粒细胞和巨噬细胞等其他白细胞迁移至初始反应部位所致，通常在原发反应后2-24小时出现。肥大细胞释放的细胞因子可能在长期效应持续中起作用。哮喘的迟发相反应虽仍由嗜酸性粒细胞介质释放引起且依赖TH2细胞活性，但与其他过敏反应有所不同。

### 过敏性接触性皮炎
虽然过敏性接触性皮炎被归类为"过敏"反应（通常指I型超敏反应），但其病理生理机制更符合IV型超敏反应。在IV型反应中，特定CD8+ T细胞被激活直接杀伤靶细胞，活化的巨噬细胞则释放水解酶。

## 预防
在婴儿期早期摄入花生制品可能降低日后出现花生过敏的风险；此外，仅以母乳喂养至少持续几个月，也可能降低过敏性皮肤炎的发生概率。
目前几乎没有证据表明孕期或哺乳期母亲的饮食会显著影响婴儿的过敏风险，不过部分研究显示，不规律摄入牛奶可能会增加婴儿罹患牛奶过敏的风险。
有研究表明，延迟引入某些食物可能有助于预防过敏，但越来越多的证据支持早期接触潜在过敏原反而具有保护作用。
孕期补充鱼油与婴儿出现食物敏感性风险降低相关。
孕期或婴儿期补充益生菌也可能有助于预防特应性皮炎。

## 治疗
过敏的管理通常包括避免接触过敏原，并通过药物缓解症状。 对于某些类型的过敏，过敏原免疫疗法可能具有疗效。

### 药物治疗
多种药物可以用来阻断过敏介质的作用，或防止过敏细胞被激活与脱颗粒过程的发生。这些常见的药物包括：
- 抗组胺药（Antihistamines）
- 糖皮质激素（Glucocorticoids）
- 肾上腺素（Epinephrine）
- 肥大细胞稳定剂（Mast cell stabilizers）
- 抗白三烯药物（Antileukotriene agents）[59]

此外，还常用以下药物与辅助治疗方式：
- 抗胆碱药（Anticholinergics）
- 减充血剂（Decongestants）
- 其他可干扰嗜酸性粒细胞趋化反应的化合物

虽然较为罕见，但在严重过敏性休克的情况下，通常需要注射肾上腺素。若无法及时获得医疗救助，可使用便携式肾上腺素自动注射器进行紧急处理。

## 過敏性疾病
- 過敏性鼻炎
- 結膜炎
- 異位性皮膚炎
- 蕁麻疹
- 濕疹
- 花粉熱
- 氣喘
- 全身性過敏反應
- 口腔過敏症候群

## 參看
- 自體免疫反應
- 發炎
- 慢性食物過敏
- 益生菌